# I Feel Like I'm Fixin' to Die
I-Feel-Like-I'm-Fixin'-to-Die è il secondo album discografico del gruppo rock psichedelico Country Joe and the Fish, pubblicato nel 1967 su etichetta Vanguard.

## Il disco
Le sedute di registrazione ebbero luogo negli studi Vanguard sulla 71 West 23rd Street, a New York. La title track è il brano più celebre dell'album, e rimane una delle più popolari e conosciute canzoni di protesta contro la guerra del Vietnam. Il pezzo apparve per la prima volta nel 1965 su un EP intitolato Rag Baby: Songs of Opposition. Nella versione sull'album, I-Feel-Like-I'm-Fixin'-to-Die Rag segue The Fish Cheer, altro brano immancabile durante i concerti di Country Joe. Al Festival di Woodstock, Joe fece scandire al pubblico «F-U-C-K» al posto di «F-I-S-H». Altra traccia notevole inclusa nel disco è Janis, scritta da McDonald per la sua fidanzata dell'epoca, Janis Joplin.
La title track fu oggetto di una causa legale tra McDonald e gli eredi del musicista jazz Edouard "Kid" Ory, in quanto la figlia di Ory, Babette, affermò che McDonald si era appropriato della melodia di Muskrat Ramble per la sua canzone. Muskrat Ramble era stata incisa da Louis Armstrong & his Hot Five nel 1926, dei quali Kid Ory faceva parte. La causa si risolse a favore di McDonald nel 2005, quando un giudice sentenziò che gli eredi di Ory avevano atteso troppo tempo per reclamare i diritti sulla composizione.

## Tracce
- Tutti i brani sono opera di Country Joe McDonald, tranne dove indicato diversamente.

1. The "Fish" Cheer/I-Feel-Like-I'm-Fixin'-to-Die Rag – 3:44
2. Who Am I – 4:05
3. Pat's Song – 5:26
4. Rock Coast Blues – 3:57
5. Magoo – 4:44
6. Janis – 2:36
7. Thought Dream – 6:39
8. Thursday (Cohen, Hirsh) – 3:20
9. Eastern Jam (Bartol, Cohen, Hirsh, Melton) – 4:27
10. Colors for Susan – 5:58

## Formazione
- Country Joe McDonald: voce, chitarra, campane, tamburello
- Barry Melton: voce, chitarra
- David Cohen: chitarra, organo
- Bruce Barthol: basso, armonica a bocca
- Gary "Chicken" Hirsh: batteria